# NGC 2456
NGC 2456 је елиптична галаксија у сазвежђу Рис која се налази на NGC листи објеката дубоког неба.
Деклинација објекта је + 55° 29' 43" а ректасцензија 7h 54m 10,7s. Привидна величина (магнитуда) објекта NGC 2456 износи 13,2 а фотографска магнитуда 14,2. NGC 2456 је још познат и под ознакама UGC 4073, MCG 9-13-82, CGCG 262-44, PGC 22129.